# Lucas Viatri
Lucas Ezequiel Viatri (ur. 29 marca 1987 w Buenos Aires) – argentyński piłkarz pochodzenia włoskiego występujący na pozycji napastnika, obecnie zawodnik chińskiego Shanghai Greenland.

## Kariera klubowa
Viatri pochodzi ze stołecznego Buenos Aires i jest wychowankiem akademii juniorskiej tamtejszego zespołu Club Atlético Boca Juniors. Jeszcze zanim został włączony do pierwszej drużyny, w lutym 2007 udał się na półroczne wypożyczenie do ekwadorskiej ekipy CS Emelec z siedzibą w Guayaquil. Nie potrafił sobie jednak wywalczyć miejsca w pierwszym składzie i na boiskach pojawiał się sporadycznie, wziął również udział w pierwszym międzynarodowym turnieju w karierze, Copa Libertadores. W połowie 2007 roku, również na zasadzie sześciomiesięcznego wypożyczenia, zasilił wenezuelski klub UA Maracaibo. Tam jednak, podobnie jak w Emelecu, nie odnotował żadnego poważniejszego osiągnięcia. Dopiero po powrocie do Boca Juniors zadebiutował w argentyńskiej Primera División za kadencji szkoleniowca Carlosa Ischii, 17 maja 2008 w wygranym 2:1 spotkaniu z Racing Club, natomiast premierowego gola w najwyższej klasie rozgrywkowej zdobył już w kolejnym meczu, 25 maja w zremisowanej 1:1 konfrontacji z Vélezem Sársfield.
W swoim premierowym sezonie Clausura 2008 Viatri wywalczył z Boca tytuł wicemistrza kraju, a w tym samym roku zdobył również trofeum Recopa Sudamericana. W sierpniu 2008 został podstawowym napastnikiem drużyny po tym, jak dotychczasowy lider ataku Martín Palermo doznał poważnej kontuzji. W jesiennych rozgrywkach Apertura 2008 zanotował ze swoim zespołem pierwsze w swojej karierze mistrzostwo Argentyny. W późniejszym czasie powrócił znów został jednak relegowany do roli rezerwowego, lecz mimo to jego występy wzbudziły zainteresowanie europejskich klubów, takich jak Lokomotiw Moskwa czy AC Siena, lecz transfer nie doszedł od skutku z powodu problemów prawnych. Kolejne sukcesy z Boca odniósł za kadencji trenera Julio Césara Falcioniego; w sezonie Apertura 2011 po raz drugi został mistrzem Argentyny, zaś w 2012 roku dotarł do finału Copa Libertadores, wygrał krajowy puchar – Copa Argentina oraz zajął drugie miejsce w superpucharze – Supercopa Argentina. Sam miał jednak niewielki wkład w te osiągnięcia z powodu kontuzji; w październiku 2011 zerwał więzadła krzyżowe w lewym kolanie, co spowodowało siedmiomiesięczną przerwę w grze.
Latem 2013 Viatri został wypożyczony do meksykańskiego zespołu Chiapas FC z siedzibą w mieście Tuxtla Gutiérrez. W tamtejszej Liga MX zadebiutował 3 sierpnia 2013 w wygranym 4:2 meczu z Pueblą, zdobywając w nim również pierwszą bramkę dla nowej drużyny. Ogółem w Chiapas spędził rok jako podstawowy zawodnik, tworząc skuteczny duet napastników z Carlosem Ochoą, jednak nie osiągnął z tą ekipą żadnych sukcesów. W lipcu 2014 za sumę dwóch milionów euro przeszedł do chińskiego klubu Shanghai Greenland, w którego barwach 20 lipca 2014 w wygranym 3:2 pojedynku z Liaoning Whowin zadebiutował w Chinese Super League. W tym samym spotkaniu strzelił także swoje pierwsze gole w lidze chińskiej, dwukrotnie wpisując się na listę strzelców.
| Sezon     | Klub                       | Kraj      | Rozgrywki            | Mecze | Bramki |
| --------- | -------------------------- | --------- | -------------------- | ----- | ------ |
| 2007      | CS Emelec                  | Ekwador   | Serie A              | 3     | 0      |
| 2007/2008 | UA Maracaibo               | Wenezuela | Primera División     | 11    | 1      |
| 2007/2008 | Club Atlético Boca Juniors | Argentyna | Primera División     | 2     | 1      |
| 2008/2009 | Club Atlético Boca Juniors | Argentyna | Primera División     | 28    | 9      |
| 2009/2010 | Club Atlético Boca Juniors | Argentyna | Primera División     | 22    | 4      |
| 2010/2011 | Club Atlético Boca Juniors | Argentyna | Primera División     | 28    | 7      |
| 2011/2012 | Club Atlético Boca Juniors | Argentyna | Primera División     | 15    | 4      |
| 2012/2013 | Club Atlético Boca Juniors | Argentyna | Primera División     | 18    | 4      |
| 2013/2014 | Chiapas FC                 | Meksyk    | Liga MX              | 30    | 9      |
| 2014      | Shanghai Greenland         | Chiny     | Chinese Super League |       |        |

## Kariera reprezentacyjna
W seniorskiej reprezentacji Argentyny Viatri zadebiutował za kadencji selekcjonera Sergio Batisty, 20 kwietnia 2011 w zremisowanym 2:2 meczu towarzyskim z Ekwadorem.